# Stone Sour
Stone Sour — американський рок-гурт, заснований 1992 року фронтменом гурту Slipknot Корі Тейлором та Джоелом Екманом. Гурт заснований у Де-Мойні, штат Айова. До 2020 року гурт випустив шість студійних альбомів та цифровий концертний альбом Live in Moscow у 2007 році.
Stone Sour були двічі номіновані на Греммі завдяки синглам «Get Inside», у 2003 році та «Inhale», у 2004 році. У 2006 році, після виходу альбому Come What (ever) May, гурт отримав номінацію на премію Греммі за сингл «30/30-150».

## Склад гурту

### Склад
- Корі Тейлор — вокал, ритм-гітара (1992-по теперішній час)
- Джош Ренд — гітара (1997-по теперішній час)
- Рой Майорга — ударні, перкусія (2006-по теперішній час)
- Джонні Чоу — бас-гітара (2013-по теперішній час)
- Крістіан Мартуччі — гітара, бек-вокал (2014-по теперішній час)

### Колишні учасники
- Джоел Екман — ударні, перкусія (1992—2006)
- Шон Економакі — бас-гітара (1992—2012)
- Джеймс Рут - гітара, бек-вокал (1995—2014)

## Дискографія

### Студійні альбоми
- 2002 — Stone Sour
- 2006 — Come What(ever) May
- 2010 — Audio Secrecy
- 2012 — House of Gold and Bones Part 1
- 2013 — House of Gold and Bones Part 2
- 2017 — Hydrograd

### Мініальбоми
- 2015 — Meanwhile in Burbank
- 2015 — Straight outta Burbank

## Відеокліпи
| Рік  | Пісня                                                 | Режисер                       |
| ---- | ----------------------------------------------------- | ----------------------------- |
| 2002 | «Get Inside»                                          | Hal Carter                    |
| 2002 | «Bother»                                              | Gregory Dark                  |
| 2003 | «Inhale»                                              | Gregory Dark, Corey Taylor    |
| 2006 | «Reborn»                                              | Unknown                       |
| 2006 | «30/30-150»                                           | P.R. Brown                    |
| 2006 | «Through Glass»                                       | Tony Petrossian               |
| 2007 | «Sillyworld»                                          | David Brucha[джерело?]        |
| 2007 | «Made of Scars»                                       | Doug Spangenberg              |
| 2009 | «Bother» (live)                                       | Unknown                       |
| 2010 | «Say You'll Haunt Me»                                 | P.R. Brown                    |
| 2010 | «Digital (Did You Tell)»                              | P.R. Brown                    |
| 2010 | «Hesitate»                                            | P.R. Brown, The Beta Movement |
| 2012 | «Gone Sovereign»                                      | P.R. Brown                    |
| 2012 | «Absolute Zero»                                       | P.R. Brown                    |
| 2013 | «Do Me a Favor»                                       | Phil Mucci                    |
| 2013 | «Tired»                                               |                               |
| 2015 | «The Dark»                                            |                               |
| 2016 | «Zzyzx Rd.»                                           | Max Moore                     |
| 2017 | «Fabuless»                                            | P.R. Brown                    |
| 2017 | «Song #3»                                             | Ryan Valdez                   |
| 2017 | «Rose Red Violent Blue (This Song Is Dumb & So Am I)» | Ryan Valdez                   |
| 2018 | «St. Marie»                                           | Mark Klasfeld                 |
| 2018 | «Knievel Has Landed»                                  |                               |